# Британська Південно-Африканська компанія

прапор компанії

Брита́нська Півде́нно-Африка́нська компа́нія (англ. British South Africa Company (BSAC)) — англійська торгова компанія. Заснована в 1889 році Сесилем Родсом, Альфредом Бейтом і герцогом Аберкорн.
Сформувавши власну армію, компанія анексувала території на африканському континенті, на яких нині розташовані Зімбабве і Замбія.
У 1923 році Британський уряд надав землям, захопленим компанією, статус «напівсамостійнокерованих», тобто фактично сформував 2 контрольованих короною держави: Південну Родезію (Зімбабве) і Північну Родезію (Замбія). Тим не менш, компанія зберегла за собою контроль над мінеральними ресурсами, залізницями і сільським господарством обох Родезій.
У 1964 році BSAC об'єдналася з кількома іншими британськими компаніями і припинила самостійне існування.